# Lelaki harapan dunia
Pour plus de détails, voir Fiche technique et Distribution.
Lelaki harapan dunia est une comédie coproduite par la Malaisie, l'Allemagne, les Pays-Bas et la France, réalisée par Liew Seng Tat et sortie en 2014.
Le film est sélectionné comme entrée malaisienne pour l'Oscar du meilleur film en langue étrangère à la 88e cérémonie des Oscars qui s'est déroulée en 2016.

## Fiche technique
- Titre anglais : Men Who Save the World

## Distribution
- Jjamal Ahmed : Mat Kacamata
- Harun Salim Bachik : Megat
- Muhammad Farhan Bin Mohamad Nizam : Zakari
- Hazeehan Binti Husain : Isteri Penghulu
- Othman Hafsham : Encik Juta Seri
- Jalil Hamid : Tok Bilal
- Azman Hassan : Khamis
- Khalid Mboyelwa Hussein : Solomon
- Bob Idris : Mat Lembu
- Rykarl Iskandar : Hamka
- Sofi Jikan : Wan
- Hishamuddin Rais : Tok Bomoh
- Azhan Rani : Cina
- Roslan Salleh : Penghulu
- Suky San : Mat Kompang
- Wan Hanafi Su : Pak Awang
- Acong Sweetchild : Apan